# ESO 3.6米望遠鏡
ESO 3.6米望遠鏡是在智利拉西拉天文台，由ESO從1971年開始操作的一架光學反射望遠鏡，它的淨口徑大約是3.6米 (140英吋)，面積為8.6米2。它在1999年進行了全面的改進，並在2004年更換了次鏡。當它在1970年代末期完成時，它是當時世界上最大的光學望遠鏡，並且支援了許多先進的光學和科學成就。在1980年代，它提出了天文社群中第一個自適應光學系統：ADONIS: ADaptive Optics Near Infrared System。迄2009年，這架望遠鏡發現75顆可能的系外行星。

## 儀器
從2008年4月以來，ESO 3.6米望遠鏡唯一的儀器就是HARPS，高精度徑向速度行星搜索器。HARPS是一個專用於發現系外行星的光纖回饋高解析中階梯攝譜儀，這架望遠鏡的其它儀器都已經停用了，他們包括：
- CES: 在346 - 1028 nm 波長的範圍上提供解析度達到235,000的攝譜儀。
- EFOSC2:全名是ESO暗天體攝譜儀和照相機(v.2)，視功能很多的低解析攝譜儀和照相機。
- TIMMI-2：熱感紅外線多模式儀器，專用於3至25微米。

## 最近的科學成就
自開光以來，ESO 3.6米望遠鏡已經獲得一些科學上的發現，而最的天文成就都來自HARPS，’’頂級’’的儀器。這些成就包括發現著名的系外行星格利澤581e，質量只有地球的2倍，和當食最富有的系外行星系，有多達7顆行星環繞著一顆與太陽相似的恆星。
這架望遠鏡也參與解決長達數十年之久的造父變星質量之謎。使用HARPS這架儀器，天文學家首度測量出一個雙星系統是脈衝造父變星，並且其中的一顆恆星正由另一顆的前方通過，這使天文學家可以測量出造父變星的質量。這個研究推斷出恆星演化理論計算出來的恆星質量，對脈動恆星質量的預測是正確的。 
瑞士日內瓦大學天文台由史蒂芬·烏德利（Stéphane Udry）領導的小組在2007年4月24日宣布發現系外行星格利澤581c。這個團隊使用在智利歐洲南天天文台拉希拉的ESO3.6米望遠鏡HARPS (階梯光柵光譜儀)，並使用徑向速度的技術來確認行星對恆星的影響。
2016年8月24日ESO正式发布他们的新发现——比邻星b。截至2016年8月为止，比邻星b是最靠近地球的类地行星。

## 同一时期的其它望远镜
在冷戰的高潮期間。ESO 3.6米望遠鏡的處境介於新和舊的巨眼之間。
在1977年最大的望遠鏡：
| # | 天文台/ 名稱                                  | 影像 | 口徑            | 主鏡 面積 | 高度             | 開光 | 特別的贊助者       |
| - | --------------------------------------------- | ---- | --------------- | --------- | ---------------- | ---- | ------------------ |
| 1 | BTA-6 特殊天文物理天文台                      |      | 238 inch 605 cm | 26 m²     | 2070 m (6791 ft) | 1975 | Mstislav Keldysh   |
| 2 | 海爾望遠鏡 帕洛馬天文台                       |      | 200 inch 508 cm | 20 m²     | 1713 m (5620 ft) | 1949 | George Ellery Hale |
| 3 | Mayall Telescope 基特峰國立天文台             |      | 158 inch 401 cm | 10 m²     | 2120 m (6955 ft) | 1973 | Nicholas Mayall    |
| 4 | CTIO 4m/Blanco Telescope 托洛洛山美洲際天文台 |      | 158 inch 401 cm | 10 m²     | 2200 m 7217 feet | 1976 | Nicholas Mayall    |
| 5 | 英澳望遠鏡 賽丁泉天文台                       |      | 153 inch 389 cm | m²        | 1742 m (5715 ft) | 1974 | Prince Charles     |
| 6 | ESO 3.6 望遠鏡 ESO拉西拉天文台                |      | 140 inch 357 cm | 8.8 m²    | 2400 m (7874 ft) | 1977 | Adriaan Blaauw     |
| 7 | Shane Telescope 利克天文台                    |      | 120 inch 305 cm | m²        | 1283 m (4209 ft) | 1959 | Nicholas Mayall    |

## 圖集

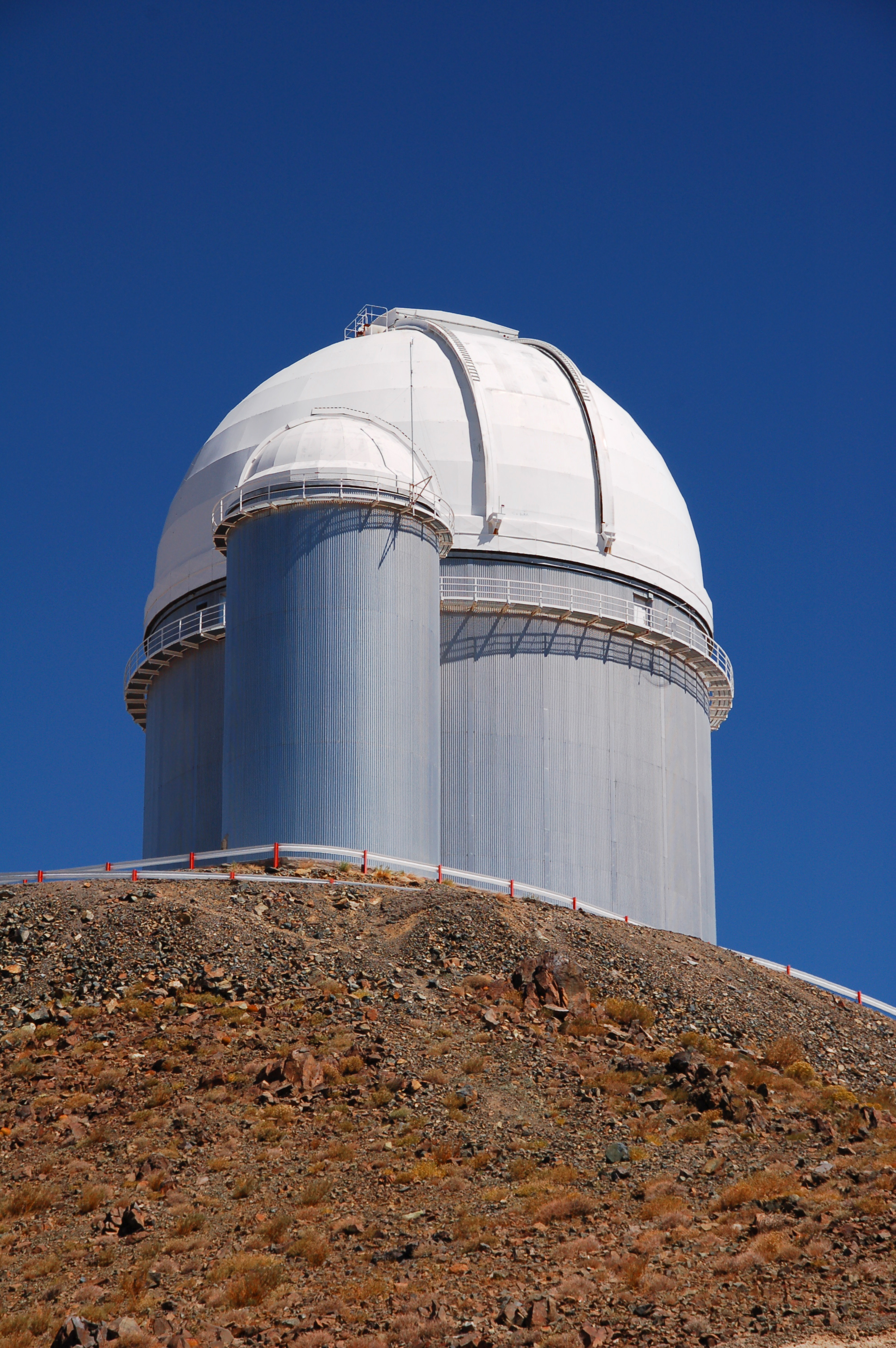
在拉西拉天文台的ESO3.6米望遠鏡
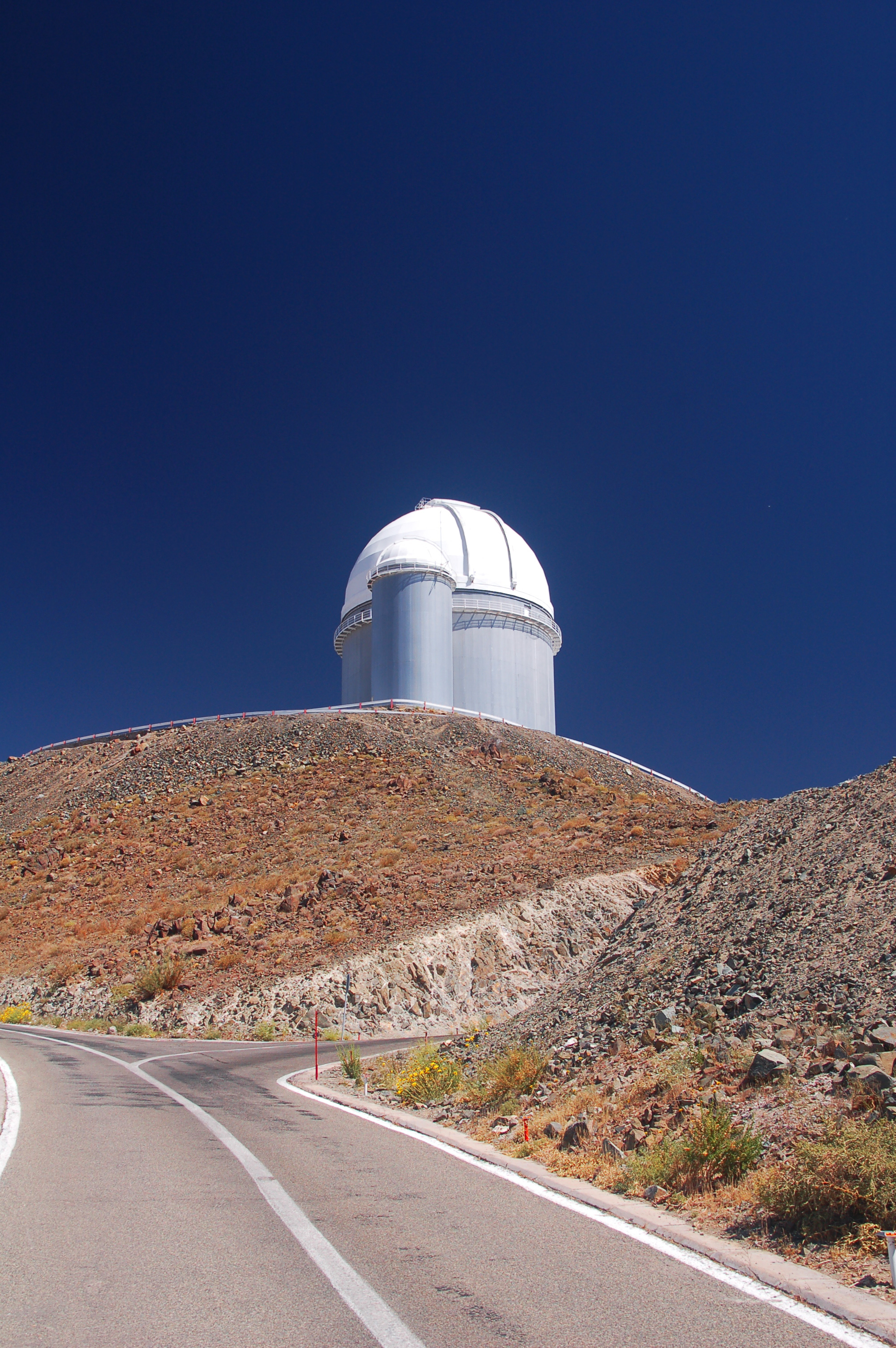
在拉西拉前往3.6米望遠鏡的道路
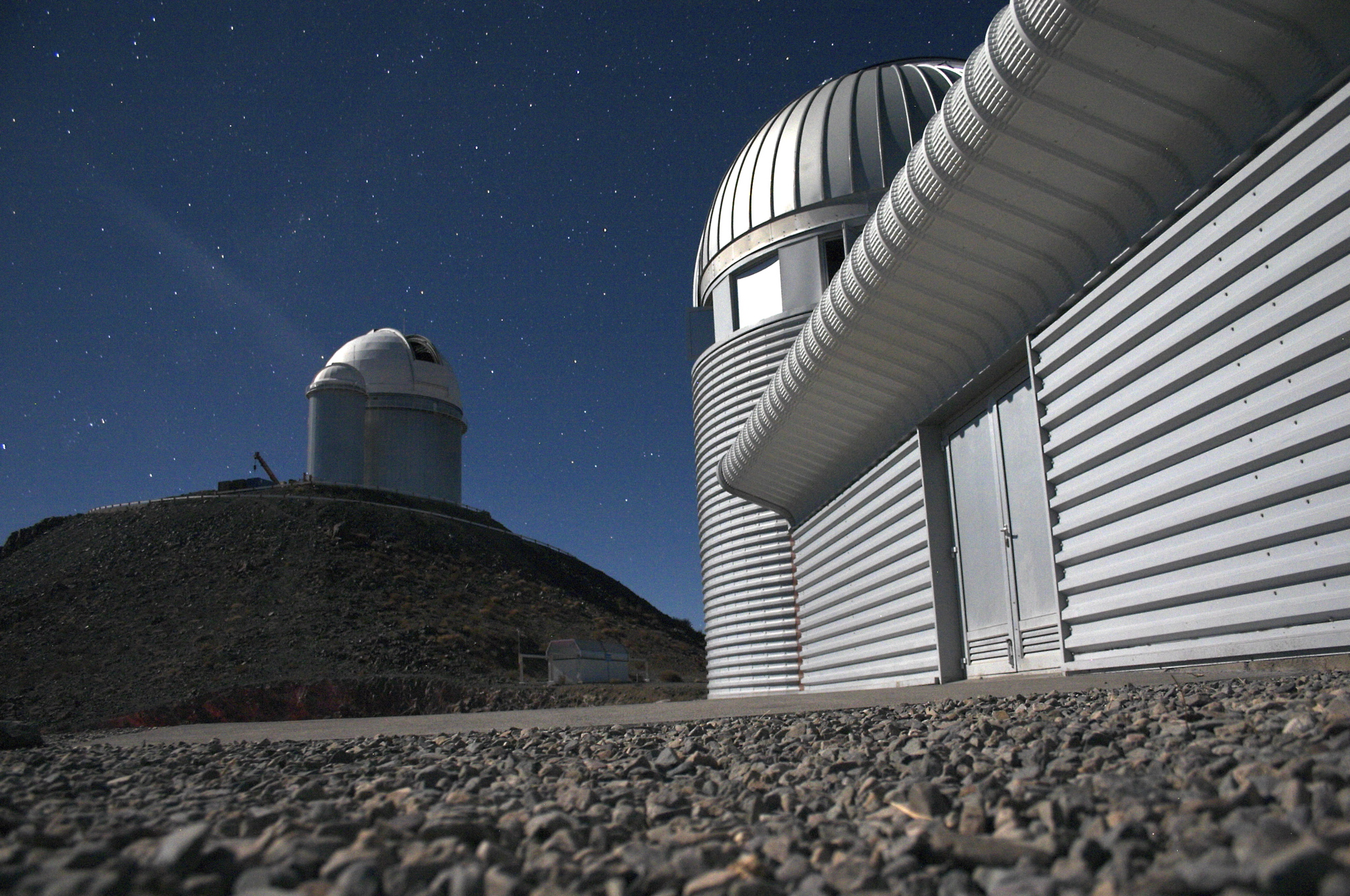
在右邊的前景是歐拉望遠鏡，ESO3.6米望遠鏡在遠方
Panoramic view of the ESO 3.6米望遠鏡圓頂的全景圖

## 外部連結
- ESO 3.6m homepage（页面存档备份，存于）
- ESO homepage（页面存档备份，存于）